# Палеохристиянски музей на Картаген
Палеохристиянският музей на Картаген (на арабски: المتحف المسيحي المبكر بقرطاج) е малък музей в гр. Картаген, Тунис.
Помещава се на мястото на археологическите разкопки от 1970-те и 1980-те години, които са част от международната кампания на ЮНЕСКО за спасяване мястото на Картаген от забрава и за попълнение и допълнение на научните знания за историята на Картаген.
Музеят обхваща експозиция на артефакти от слабо проучения римски и раннохристиянски период от историята на града (т.нар. Римски Картаген), и в частност за периода от 5 век до началото на 8 век, т.е. до самия край на Картаген през 698 г.
Музейната експозиция обхваща експонати в базилика и баптистерий, построени около 400 г., разрушени от вандалите, които впоследствие са възстановени след византийската победа във вандалската война през 6 век. След арабското завоюване на Северна Африка, и в частност това на Римски Картаген от 698 г., комплексът е изоставен, а строителните материали с които е бил изграден палеохристиянския комплекс, послужили за направата на други постройки - в частност за съграждане на джамии.